# 錢纘曾
錢纘曾（？—1662年），字允武，歸安人，明末清初詩人。

## 生平
明末諸生，與魏耕爲密友。明亡後隐居苕溪，闭户为诗。清廷追捕魏耕时，缵曾以重金赂賄官吏，魏耕才大難不死。順治年間和魏耕、朱士稚、祁班孙、陈三岛等人在山阴一带從事抗清活动，聯絡地點在祁班孙家中，諸人竞以气节相尚，“酒酣耳热，对座客大言，无少顾忌。”
顺治十八年夏江陰僧人孔孟文告發钱缵曾通海事，十二月被捕下獄，钱缵曾入狱后,暗中写信，内嘱其妻，以幼子托付给杨越，事洩，杨越亦遭牽連。康熙元年（1662年）六月，與魏耕、潘廷聰等被凌遲於杭州，而祁班孙、杨越流放宁古塔。生前與魏耕、朱士稚合撰有《吳越詩選》二十二卷。